# Churesz-ooł Donduk-ooł
Churesz-ooł Borisowicz Donduk-ooł (ros. Хуреш-оол Борисович Дондук-оол; ur. 22 listopada 1991) – rosyjski zapaśnik walczący w stylu wolnym. Złoty medalista uniwersyteckich mistrzostw świata z 2012 roku.